# Levittown (Portoryko)
Levittown – miasto w Portoryko; 29 500 mieszkańców (2006). Wchodzi w skład zespołu miejskiego San Juan.